# Boisson
Ne doit pas être confondu avec Poisson ou Poison.
Pour les articles homonymes, voir Boisson (homonymie) et Breuvage.
Pour l’article ayant un titre homophone, voir Boysson.
 (août 2012).
 (août 2012).
Si vous disposez d'ouvrages ou d'articles de référence ou si vous connaissez des sites web de qualité traitant du thème abordé ici, merci de compléter l'article en donnant les références utiles à sa vérifiabilité et en les liant à la section « Notes et références ».

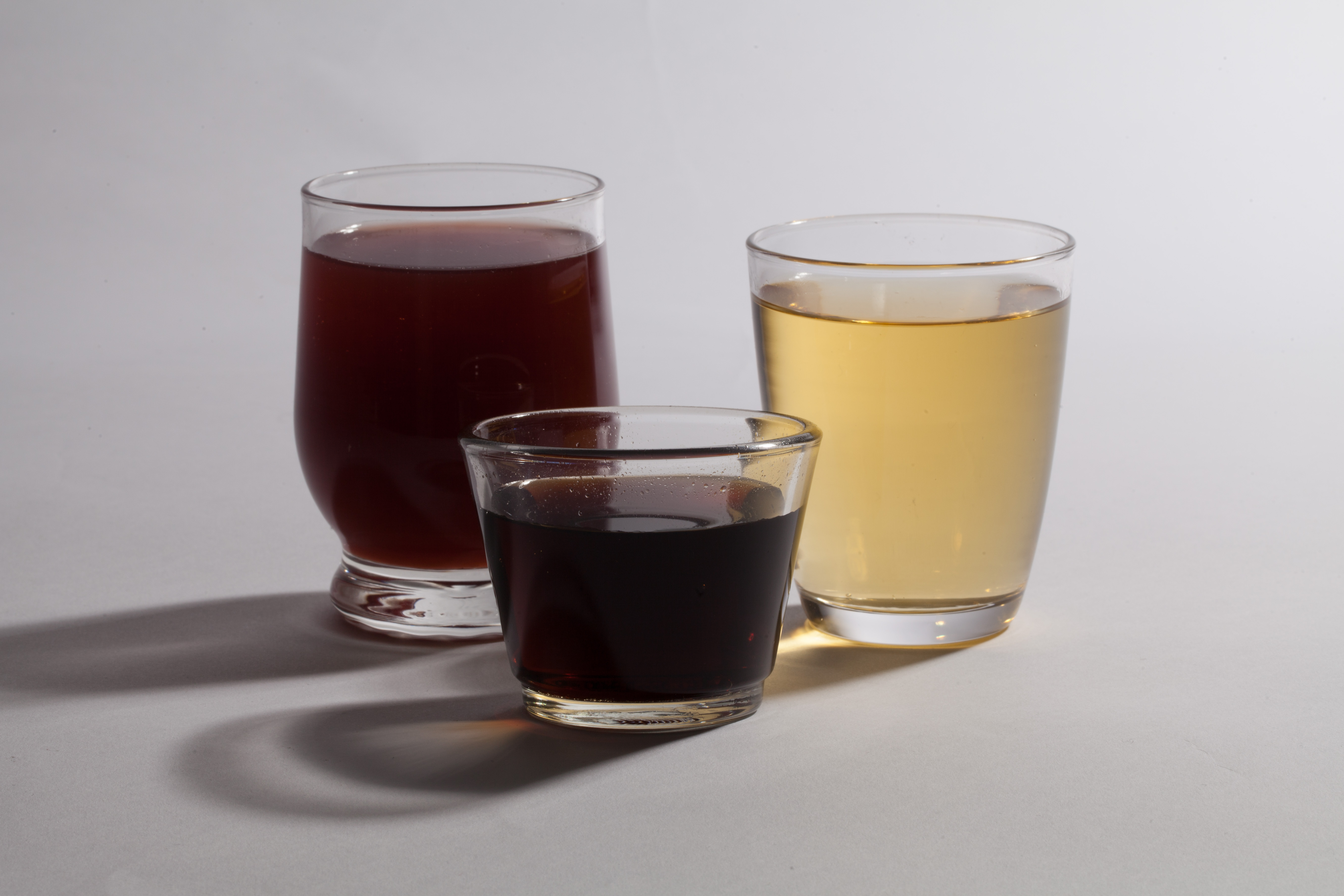
Verres de boissons diverses.

Une boisson, ou un breuvage, est un liquide destiné à la consommation. On trouve des boissons froides ou chaudes, gazeuses, alcoolisées ou non alcoolisées. 
Le terme est aussi utilisé dans le sens plus restaurant de boisson alcoolisée, comme dans les expressions « pris de boisson » ou « sous l'effet de la boisson ».
La boisson la plus commune est l'eau, que boivent les animaux (ainsi que le lait maternel chez les mammifères). L'eau est aussi le composant essentiel de la plupart des autres boissons.
La première boisson que boivent les êtres humains (ainsi que tous les mammifères) est le lait maternel (parfois remplacé par du lait de vache), lors de l'allaitement et jusqu'au sevrage.
Les boissons peuvent également être énergisantes, par exemple les Guru, Celsius, Redbull, Monster, etc.
« La boisson » désigne aussi un alcool de Normandie composé de marc de cidre mélangé avec de l'eau qui remplaçait l'eau jusqu'aux années 1960 et qu'enfants comme adultes buvaient lors des repas et dans la journée.

## Origine
- L'eau est une boisson d'origine minérale.

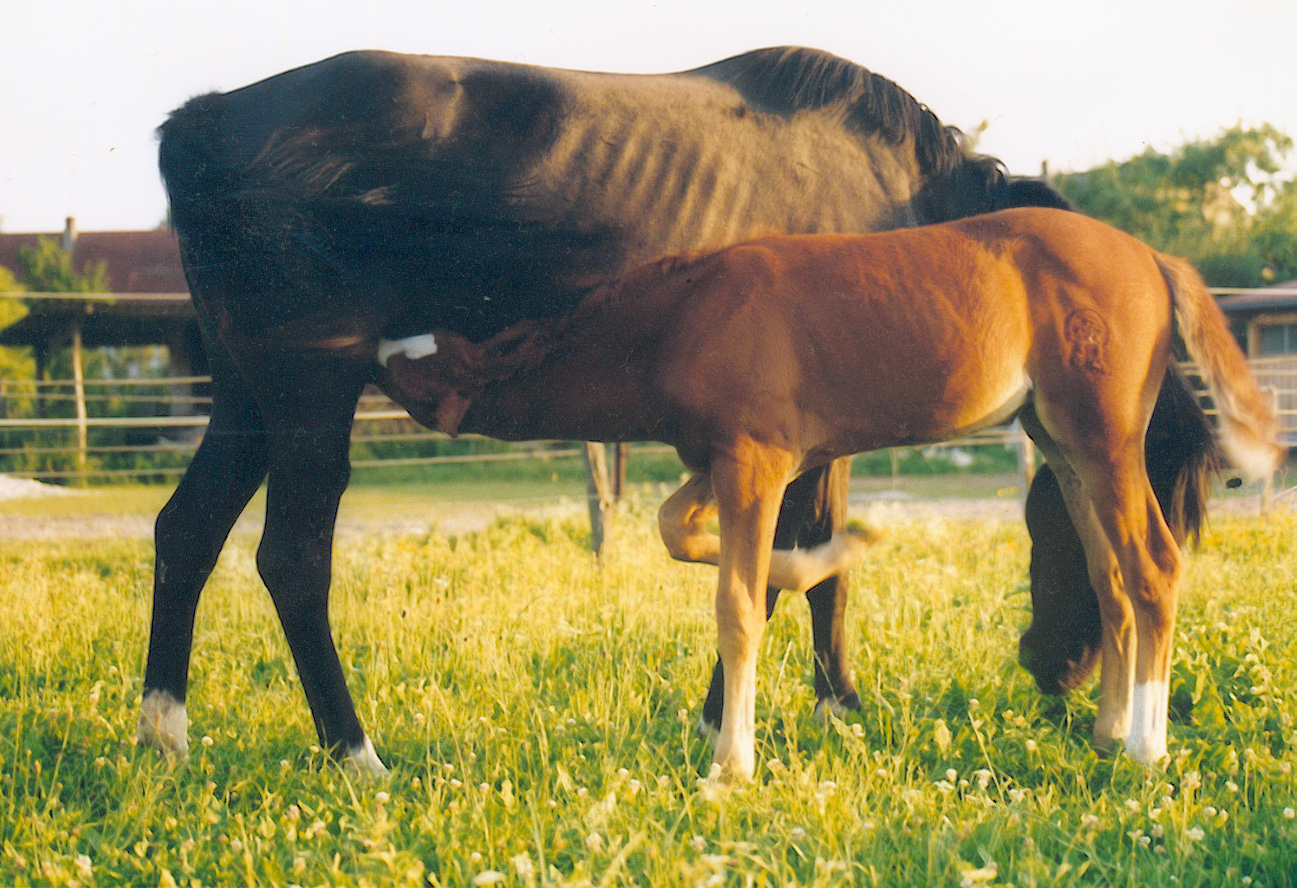
Jument allaitant son poulain.

- Le lait et les boissons lactées sont d'origine animale, de même que l'hydromel, fabriqué à partir du miel. Dans certaines cultures, le sang d'animaux (pur, mêlé à du lait ou à d'autres boissons) est aussi consommé comme boisson[réf. souhaitée].
- Toutes les autres boissons sont d'origine végétale. Elles sont fabriquées à partir des fruits, des graines, des feuilles, de l'écorce, de la sève, de diverses espèces de plantes. Elles sont produites par divers procédés : pression, centrifugation, percolation, lixiviation, infusion, décoction, macération, fermentation, distillation, mélange...

## Production
Une boisson est une forme de liquide qui a été préparée pour la consommation humaine. La préparation peut comprendre un certain nombre d'étapes différentes, certaines avant le transport, d'autres immédiatement avant la consommation

### Purification de l'eau
Avant toutes utilisations, l'eau est purifiée. Les méthodes de purification comprennent la filtration et l'ajout de produits chimiques, tels que la chloration. L'importance de l'eau purifiée est soulignée par l'Organisation mondiale de la santé et UNICEF, qui annonçaient qu'en 2017, une moyenne de 297 000 enfants âgés de 5 ans sur 3 milliards de personnes n'ont pas accès à une eau purifiée ; subissant ainsi des maladies mortelles comme la diarrhée, le choléra ou encore la typhoïde.

### Pasteurisation & stérilisation
Étudiée par Louis Pasteur entre 1860 et 1864, la pasteurisation est une méthode pour détruire par la chaleur les micro-organismes à l'intérieur d'un liquide, afin de le rendre acceptable à la consommation. Le liquide est d'abord chauffé à une température comprise entre 60 et 100 °C, pendant une période précise, puis est brutalement refroidi. Contrairement à la stérilisation, la pasteurisation peut détériorer les vertus nutritives de l'aliment, mais pas son apparence.
Ainsi, le liquide se conserve plus longtemps et communique moins de maladies. Cette technique est principalement utilisée pour le lait et la bière, mais aussi pour certains jus de fruits.
La stérilisation est un procédé qui se rapproche de la pasteurisation, mais se différencie dans ses objectifs. Ceux-ci ne sont pas de limiter, mais bien de purifier un liquide, c'est-à-dire détruire tous les micro-organismes présents. Cela consiste à exposer le produit à des températures très élevées (au-delà de 100 °C). À l'inverse, cela permet une conservation plus longue qu'avec la pasteurisation et garantit ne pas propager de maladies.

### Extraction de jus
Le processus d'extraction du jus de fruits et légumes peut prendre plusieurs formes. Un simple écrasement de la plupart des fruits fournira une quantité importante de liquide, bien qu'une pression plus intense puisse être appliquée pour obtenir le maximum de jus du fruit. Le broyage et le pressage sont des procédés utilisés dans la production de vin.

### Infusion
L'infusion est le processus d'extraction d'arômes de la matière végétale en permettant à la matière de rester en suspension dans l'eau. Ce procédé est utilisé dans la production de thés, tisanes et peut être utilisé pour préparer du café (lors de l'utilisation d'une presse à café ).

### Percolation
Le nom est dérivé du mot « percoler » qui signifie faire passer (un solvant) à travers une substance perméable, en particulier pour extraire un constituant soluble. Dans le cas de la préparation du café, le solvant est l'eau, la substance perméable est le marc de café et les constituants solubles sont les composés chimiques qui donnent au café sa couleur, son goût, son arôme et ses propriétés stimulantes.

### Fermentation
La fermentation est un processus métabolique qui convertit le sucre en éthanol. La fermentation a été utilisée par les humains pour la production de boissons depuis le néolithique. En vinification, le jus de raisin est associé à de la levure dans un environnement anaérobie pour permettre la fermentation. La quantité de sucre dans le vin et la durée donnée pour la fermentation déterminent le niveau d'alcool et la douceur du vin.
Lors du brassage de la bière, il y a quatre ingrédients principaux: l'eau, les céréales, la levure et le houblon. Le grain est encouragé à germer par trempage et séchage à la chaleur, un processus connu sous le nom de maltage. Il est ensuite broyé avant d'être à nouveau trempé pour créer les sucres nécessaires à la fermentation. Ce processus est connu sous le nom de brassage. Le houblon est ajouté pour aromatiser, puis la levure est ajoutée au mélange (maintenant appelé moût ) pour démarrer le processus de fermentation.

### Distillation
La distillation est une méthode de séparation des mélanges basée sur les différences de volatilité des composants dans un mélange liquide bouillant. C'est l'une des méthodes utilisées pour la purification de l'eau. C'est aussi une méthode de production de spiritueux à partir de boissons alcoolisées plus douces.

### Mélange
Une boisson alcoolisée mélangée contenant deux ingrédients ou plus est appelée cocktail. Les cocktails étaient à l'origine un mélange d'alcools, de sucre, d'eau et d' amers. Le terme est maintenant souvent utilisé pour presque toutes les boissons mélangées qui contiennent de l'alcool, y compris les mélangeurs, les cocktails, etc. Un cocktail aujourd'hui contient généralement un ou plusieurs types d'alcool et un ou plusieurs mélangeurs, tels que la soude ou jus de fruits. Les ingrédients supplémentaires peuvent être du sucre, du miel, du lait, de la crème et diverses herbes.

## Typologie

### Boissons non alcoolisées
Une boisson non alcoolisée est une boisson qui ne contient pas d'alcool. En font partie les boissons gazeuses, l'eau gazeuse, les sodas, les boissons énergétiques , le thé glacé, la limonade, la bière de racine, le lait, le chocolat chaud, le thé, le café, les milk-shakes, l'eau plate et les boissons énergisantes.

#### Eau
L'eau est essentielle à l'existence des êtres vivants, animaux, plantes ou microorganismes. Elle est aussi le principal constituant de toutes les boissons et l'ingrédient principal de la plupart. Ainsi, elle est la boisson la plus consommée au monde. Cependant, 97% de l'eau sur Terre est de l'eau salée non potable. L'eau douce se trouve dans les rivières, les lacs, les zones humides, les eaux souterraines et les glaciers gelés. Moins de 1 % des approvisionnements en eau douce de la planète sont accessibles par les eaux de surface et les sources souterraines qui sont rentables à récupérer.
Dans les cultures occidentales, l'eau est principalement bue froide. Dans la culture chinoise, elle est généralement bue chaude.

#### Lait
Considéré comme l'une des premières boissons existants dans la nature, le lait est la principale source de nutrition des bébés. Elle est la dixième boisson la plus consommée au monde.
Dans de nombreuses cultures, en particulier dans le monde occidental, les humains continuent de consommer du lait laitier au-delà de la petite enfance, en utilisant le lait d'autres animaux (en particulier les bovins, les chèvres et les moutons). Le lait végétal, terme général désignant tout produit laitier dérivé d'une source végétale, est également consommé depuis longtemps dans divers pays et cultures. Les variétés populaires sont la plupart au niveau international du lait de soja, lait d'amande, lait de riz et de lait de coco .

#### Jus et boissons à base de jus
Le jus de fruit est un produit naturel qui contient peu ou pas d'additifs, ils sont généralement formés à partir de fruit et d'eau. Les jus de fruits sont très bons pour la santé mais seulement s'ils sont produits naturellement, c'est-à-dire de fruits et d'eau. Mais aujourd'hui les jus de fruits sont plutôt faits à partir de maints ingrédients y compris de produits chimiques (arôme, additifs...).
Les produits d'agrumes tels que le jus d'orange et de mandarine sont des boissons familières pour le petit-déjeuner, tandis que le jus de pamplemousse , l'ananas, la pomme, le raisin, le citron vert et le jus de citron sont également courants. L'eau de coco est un jus hautement nutritif et rafraîchissant. De nombreux types de baies sont écrasés ; leurs jus sont mélangés à de l'eau et parfois sucrés. La framboise, la mûre et les raisins de Corinthe sont des boissons à base de jus populaires, mais le pourcentage d'eau détermine également leur valeur nutritive. Le jus de raisin laissé fermenter produit du vin .
Les fruits sont très périssables, donc la capacité d'extraire les jus et de les stocker était d'une grande valeur. Certains fruits sont très acides et les mélanger avec de l'eau et des sucres ou du miel était souvent nécessaire pour les rendre savoureux. Le stockage précoce des jus de fruits exigeait beaucoup de travail, exigeant le broyage des fruits et le mélange des jus purs résultants avec des sucres avant la mise en bouteille.
Les jus de légumes sont généralement servis chauds ou froids. Différents types de légumes peuvent être utilisés pour faire du jus de légumes tels que les carottes , les tomates, les concombres , le céleri et bien d'autres. Certains jus de légumes sont mélangés avec du jus de fruits pour améliorer le goût du jus de légumes. De nombreux jus de légumes populaires, en particulier ceux à forte teneur en tomates, sont riches en sodium et leur consommation pour la santé doit donc être soigneusement considérée. Certains jus de légumes offrent les mêmes avantages pour la santé que les légumes entiers en termes de réduction des risques de maladies cardiovasculaires et de cancer.
Néanmoins, la surconsommation de boissons sucrées, même d'origines naturelles, augmente les risques de cancers.

#### Boissons de sommeil
Souvent, un dernier verre est une boisson prise peu de temps avant le coucher pour induire le sommeil. Par exemple, une boisson alcoolisée ou une tasse de lait chaud peut soi-disant favoriser une bonne nuit de sommeil. Aujourd'hui, la plupart des boissons relaxantes sont généralement des boissons non alcoolisées contenant des ingrédients apaisants. Ils sont considérés comme des boissons qui servent à détendre une personne. Contrairement à d'autres boissons apaisantes, telles que le thé, le lait chaud ou le lait avec du miel ; les boissons de relaxation contiennent presque universellement plus d'un ingrédient actif. Il est connu que les boissons relaxantes contiennent d'autres ingrédients naturels et sont généralement exemptes de caféine et alcool, marijuana.[réf. nécessaire]

#### Sodas
Les sodas sont des boissons gazéifiées, non-alcoolisées, aromatisées et la plupart du temps sucrées. Souvent associés à des éléments synthétiques (arômes, additifs, édulcorants, aspartame), le taux élevé de sucres ajoutés est fréquemment sources de mise en garde par les professionnels de la santé. Ce taux, lors d'une consommation régulière, est la cause de détérioration de la santé dentaire, de diabète, d'obésité. Des études démontrent que l'excès de sodas augmenteraient aussi les risques de cancers,.
En 2016, le Royaume-Uni essaie de contrôler la surconsommation de boissons sucrées de type soda au travers de taxes. Dans le même élan, la France instaura une taxe sur les sodas en 2017, ainsi qu'une interdiction des fontaines en libre-service de sodas dans les lieux de restaurations.
Il est recommandé de boire moins d'un verre de petite taille de soda par jour. Cela permet de limiter sa consommation de sucres et d'éléments chimiques, donc de rester en bonne santé. De plus, cela limite aussi la production de déchets (emballages, canettes, bouteilles en plastiques) qui finissent très souvent dans la nature.

#### Autres boissons sans alcool
D'autres boissons ne contiennent pas d'alcool. Les mocktails (contraction des mots anglais mock, « simulé » et cocktail) sont ainsi élaborés avec fruits, jus ou boissons gazeuses, mélange des boissons sans alcool. Ils sont également appelés spirit free ou virgin.
De même, la bière sans alcool et le vin sans alcool ne contiennent pas d'alcool.

### Boissons alcoolisées

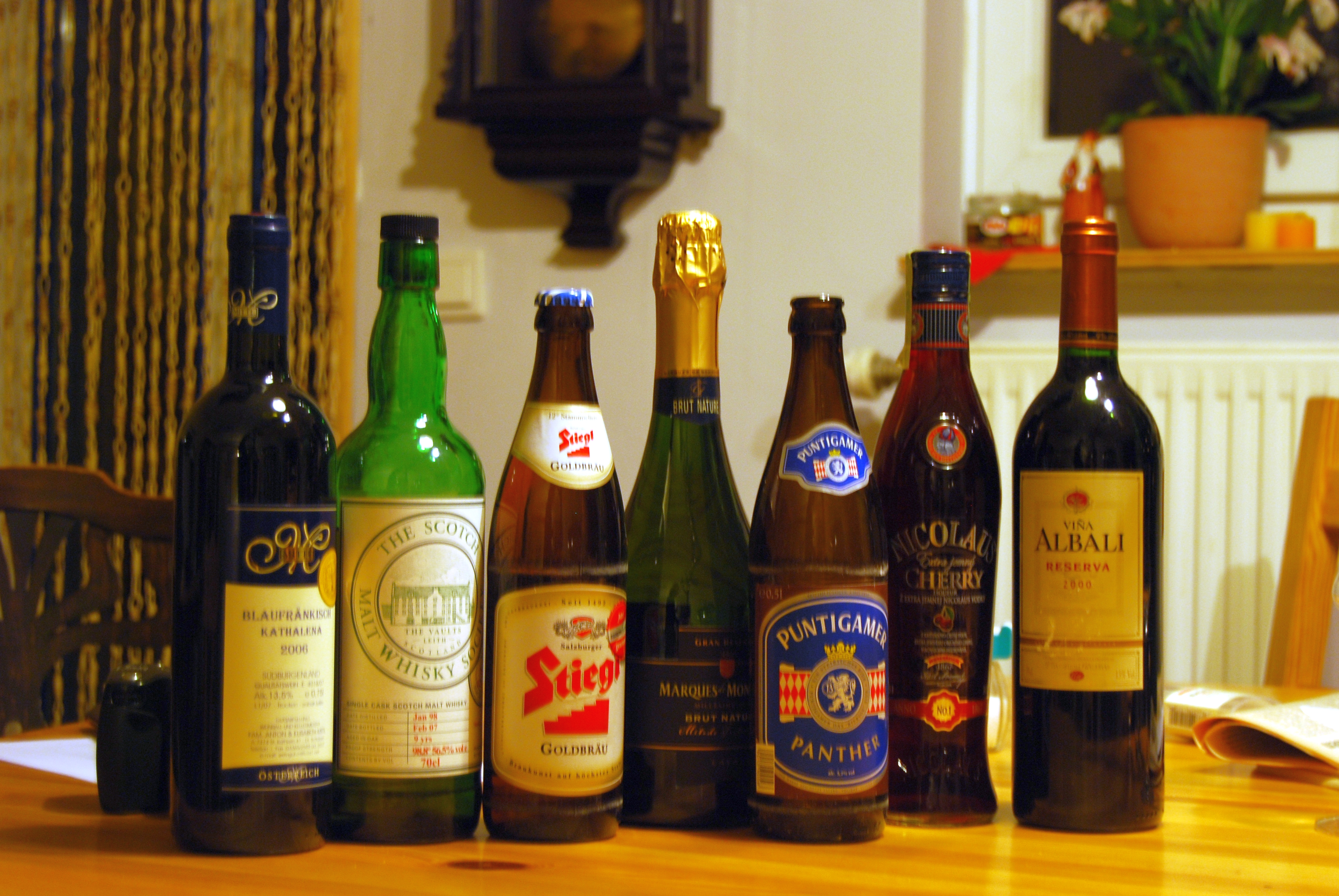
Sélection de boissons alcoolisées.

Une boisson est considérée comme « alcoolisée » si elle contient de l'éthanol, communément appelé alcool (bien qu'en chimie la définition d'« alcool » englobe de nombreux autres composés). Dans de nombreux pays, boire des boissons alcoolisées dans un bar ou individuellement est une tradition culturelle mais dans d'autres pays cela est interdit. Du point de vue des religions, chez le christianisme boire de l'alcool est un sujet très controversé[réf. souhaitée] puis ce que des groupes l'interdisent alors que d'autres l'autorise. En islam cela est considéré comme un péché capital, le bouddhisme l'interdit également, le judaïsme l'autorise.

#### Bière
La bière est une boisson alcoolisée produite par la saccharification de l'amidon et la fermentation du sucre résultant. L'amidon et les enzymes de saccharification sont souvent dérivés de céréales, le plus souvent d'orge maltée et de blé malté. La plupart des bières sont également aromatisées avec du houblon, qui ajoute de l'amertume et agit comme un conservateur naturel, bien que d'autres arômes tels que des herbes ou des fruits puissent parfois être inclus. La préparation de la bière s'appelle le brassage. La bière est la boisson alcoolisée la plus consommée au monde, et est la troisième boisson la plus populaire, après l'eau et le thé. Il aurait été découvert par la déesse Ninkasi vers 5300 avant notre ère, lorsqu'elle a accidentellement découvert de la levure après avoir laissé des céréales dans des bocaux qui ont ensuite été plu et laissés pendant plusieurs jours. Les femmes ont été les principales créatrices de la bière à travers l'histoire en raison de son association avec la domesticité et, tout au long de l'histoire, brassée à la maison pour la consommation familiale. Ce n'est que dans l'histoire récente que les hommes ont commencé à s'essayer au terrain. Certains pensent que c'est la boisson fermentée la plus ancienne.

#### Cidre
Le cidre est une boisson alcoolisée fermentée à base de jus de fruits, le plus souvent et traditionnellement de jus de pomme, mais aussi de jus de pêches, de poires (cidre « Perry ») ou d'autres fruits. Le cidre peut être fabriqué à partir de n'importe quelle variété de pomme, mais certains cultivars cultivés uniquement pour le cidre sont connus sous le nom de pommes à cidre. Le Royaume-Uni a la consommation de cidre par habitant la plus élevée, ainsi que les plus grandes entreprises productrices de cidre au monde, Depuis 2006, le Royaume-Uni produit 600 millions de litres de cidre chaque année (130 millions de gallons impériaux).

#### Vin
Le vin est une boisson alcoolisée à base de raisins fermentés ou d'autres fruits. L'équilibre chimique naturel des raisins leur permet de fermenter sans ajout de sucres, d' acides, d'enzymes, d'eau ou d'autres nutriments. La levure consomme les sucres des raisins et les convertit en alcool et en dioxyde de carbone. Différentes variétés de raisins et souches de levures produisent différents styles de vin. Les variations résultent des interactions très complexes entre le développement biochimique du fruit, les réactions impliquées dans la fermentation et terroir, ainsi que l'intervention humaine dans le processus global. Le produit final peut contenir des dizaines de milliers de composés chimiques en quantités variant de quelques pour cent à quelques parties par milliard.
Vins fabriqués à partir de produits en plus de raisins sont habituellement nommés d'après le produit à partir duquel elles sont produites (par exemple, le vin de riz , grenade vin, vin de pomme et vin de sureau) et sont appelés génériquement vin de fruits. Le terme « vin » peut également faire référence à des boissons fermentées à l'amidon ou enrichies ayant une teneur en alcool plus élevée, telles que le vin d'orge, le huangjiu ou le saké.
Le vin a une riche histoire remontant à des milliers d'années, la production la plus ancienne découverte à ce jour ayant eu lieu autour de 6000 av. J.-C. en Géorgie. Il avait atteint les Balkans autour de 4500 av. J.-C. et a été consommé et célébré dans la Grèce antique et à Rome.

#### Esprits
Les spiritueux sont des boissons distillées sans sucre ajouté et contenant au moins 20% d' alcool par volume (ABV). Les spiritueux populaires incluent le borovička, le brandy, le gin, le rhum, le slivovitz, la tequila, la vodka et le whisky . Le brandy est un spiritueux créé en distillant du vin, tandis que la vodka peut être distillée à partir de toute matière végétale riche en amidon ou en sucre ; la plupart de la vodka aujourd'hui est produite à partir de céréales telles que le sorgho ou le maïs.

### Boissons chaudes

#### Café
Le café est une boisson brassée préparée à partir des graines torréfiées de plusieurs espèces d'un arbuste à feuilles persistantes du genre Coffea . Les deux sources les plus courantes de grains de café sont le très apprécié Coffea arabica et la forme « robusta » du Coffea canephora, plus résistant. Les plants de café sont cultivés dans plus de 70 pays . Une fois mûres, les « baies » de café sont cueillies, transformées et séchées pour donner les graines à l'intérieur. Les graines sont ensuite torréfiées à des degrés divers, selon la saveur désirée, avant d'être moulues et brassées pour créer du café.
Le café est légèrement acide (pH 5,0–5,1 ) et peut avoir un effet stimulant sur les humains en raison de sa teneur en caféine . C'est l'une des boissons les plus populaires au monde. Il peut être préparé et présenté de diverses manières. L'effet du café sur la santé humaine a fait l'objet de nombreuses études; cependant, les résultats ont varié en termes de bénéfice relatif du café.
La culture du café a d'abord eu lieu dans le sud de l' Arabie ;  la première preuve crédible de consommation de café apparaît au milieu du XVe siècle dans les sanctuaires soufis du Yémen .

#### Chocolat chaud
Le chocolat chaud, également connu sous le nom de chocolat à boire ou de cacao, est une boisson chauffée composée de chocolat rasé, de chocolat fondu ou de poudre de cacao , de lait ou d'eau chauffé et généralement un édulcorant. Le chocolat chaud peut être garni de crème fouettée. Le chocolat chaud à base de chocolat fondu est parfois appelé chocolat à boire, caractérisé par moins de douceur et une consistance plus épaisse.

## Composition et consommation des boissons
L'eau, la première boisson, est un liquide qui n'apporte aucun élément nutritif, et n'a aucun contenu énergétique. Elle peut toutefois contenir des sels minéraux. Les autres boissons peuvent apporter en outre des calories sous forme de sucre, d'alcool..., des protéines, des matières grasses.
À noter : tous les liquides alimentaires ne sont pas considérés comme des boissons, certains sont des aliments, tels que les huiles et le vinaigre, qui sont utilisées en cuisine, les bouillons, les soupes et potages... Certaines boissons, très riches comme le chocolat, sont à la frontière entre boisson et aliment. D'autres sont à la limite du médicament, notamment parmi les infusions. Certaines plantes qui servent à les préparer sont classées parmi les plantes médicinales.
Les boissons se boivent généralement dans des verres, parfois dans des bols, ou dans toutes sortes de récipients servant aussi à leur conditionnement : bouteilles, canettes, gourdes, flasques...
Elle se prennent soit à table au cours des repas, dont elles peuvent constituer l'élément essentiel (comme le café ou café au lait dans le déjeuner), soit avant (apéritifs) ou après (digestifs) les repas, soit entre les repas (boissons rafraîchissantes, café, thé, remontants, justifiant des moments de pause particuliers, comme la pause café, le goûter, le tea break des Britanniques.
Certaines boissons se consomment chaudes, d'autres froides, voire fraîches ou « frappées ». La température de consommation est un élément important en particulier pour les vins.

## Classification
Voici une liste de différents boissons pour s'instruire davantage, Chaque mot mène à un lien.

### Boissons alcoolisées
- Bières
- Vin de Liqueur
- Cidre
- Cocktails alcoolisés
- Diboular
- Hydromels
- Liqueurs
- Vermouth
- Pastis et anisettes
- Punch planteur
- Poiré
- Saké
- Téquila
- Vins
- Vodkas
- Whiskies, whiskeys et bourbons

### Boissons non alcoolisées
- Atole
- Boissons lactées
- Boissons énergisantes
- Cafés
- Cocktails non-alcoolisés
- Eaux
  - Eaux de source
  - Eaux minérales
  - Eaux gazeuses
- Jus de fruit
- Jus de légumes
- Limonades
  - Limonade au citron
  - Limonade au sureau
- Kéfir de fruits

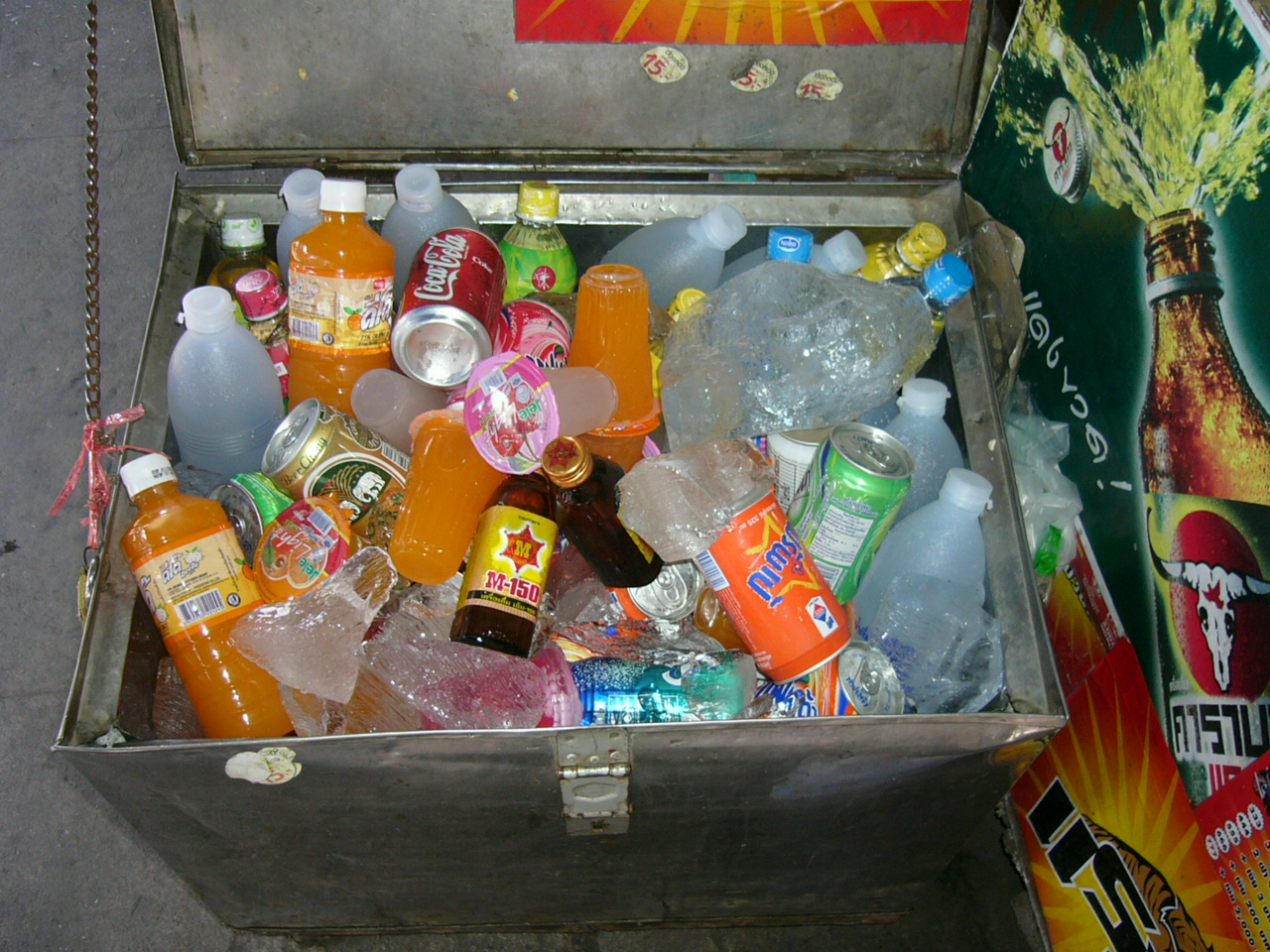
Boissons non alcoolisées.

- Nectars de fruits (mélanges de basse qualité à base de jus de fruit et de sucre)
- Sirops
- Sodas (boisson gazeuse sucrée)
  - Colas
  - Orangeades, Citronnades
  - Thés glacés
- Thés
- Tisanes
- Maté